# Мусин, Айтмухаммед
Айтмухамед Мусин (1899, Бальагачская волость, Семипалатинский уезд, Семипалатинская область, Российская империя — 25 февраля 1938) — советский партийный и государственный деятель, первый секретарь Актюбинского областного комитета ВКП(б) (1936—1937). Входил в состав особой тройки НКВД СССР.

## Биография
Родился на территории Семипалатинского уезда в семье крестьянина-середняка.
С 1913 по февраль 1920 — крестьянин в хозяйстве отца в пос. Батбаевск Семипалатинского уезда.
В феврале-мае 1920 — слушатель педагогических курсов в Семипалатинске.
С мая по октябрь 1920 — крестьянин в хозяйстве отца в Батбаевске.
С октября 1920 по май 1921 — слушатель восьмимесячных общеобразовательных курсов в Семипалатинске.
С мая 1921 по 1924 год — учитель родного языка начальной школы, заведующий школой, в 1924—1925 (по сентябрь) гг. — заведующий школой-коммуной Затонского р-на Семипалатинска.
Член РКП(б) с декабря 1925 г. В 1925—1927 гг. — инструктор Усть-Каменогорского уездного комитета РКП(б) — ВКП(б) (Семипалатинская губерния).
В 1930 г. окончил Коммунистический университет имени Я. М. Свердлова.
В 1930—1932 гг. — ответственный секретарь Джаркентского районного комитета ВКП(б) (Казакская АССР).
В 1932—1933 гг. — первый секретарь Кзыл-Ординского районного комитета ВКП(б) (Южно-Казахстанская область).
В 1933—1934 гг. — редактор газеты «Социалды Казакстан» («Социалистический Казахстан»).
В 1934—1936 гг. — второй секретарь Карагандинского областного комитета ВКП(б).
Апрель-август 1936 г. — председатель исполнительного комитета Северо-Казахстанского областного Совета.
В 1936—1937 гг. — первый секретарь Актюбинского областного комитета ВКП(б) — КП(б) Казахстана. Этот период отмечен вхождением в состав особой тройки, созданной по приказу НКВД СССР от 30.07.1937 № 00447 и активным участием в сталинских репрессиях.
Арестован 24 октября 1937 УНКВД по Актюбинской области в г. Алма-Ате, куда был вызван с докладом. Выездной сессией ВКВС СССР в Алма-Ате 25 февраля 1938 по ст.ст. 58-2, 58-7, 58-8, 58-11 УК РСФСР приговорен к расстрелу с конфискацией имущества, в тот же день расстрелян. Реабилитирован определением ВКВС СССР 28 марта 1960 года.